# Алгабас (Теректинский район)
Алгаба́с (каз. Алғабас) — село в Теректинском районе Западно-Казахстанской области Казахстана. Входит в состав Богдановского сельского округа. Находится примерно в 27 км к востоку от районного центра, села Фёдоровка. Код КАТО — 276257200.

## Население
В 1999 году население села составляло 344 человека (167 мужчин и 177 женщин). По данным переписи 2009 года, в селе проживало 268 человек (135 мужчин и 133 женщины).